# Tribigild
Tribigild (4. století? - 5. století?) byl ostrogótský válečník, jehož vzpoura proti Východořímské říši měla za důsledek politickou krizi v říši v době panování císaře Arcadia.
Trigibild se objevuje v historických záznamech byzantského historika Zósima, kdy byl Trigibild vůdce germánského kmene Ostrogótů sídlících na území Frýgie a spojencem Výchdořímské říše, ale v roce 399 došlo k jeho vzpouře proti říši, patrně z důvodů nevhodného přijetí u dvora, ale důvody ke vzpouře byly dlouhodobého charakteru. Jeho následné pustošení na území Malé Asie bylo devastující. Obyvatelé na pobřeží Helléspontu museli prchnout před jeho krvavými útoky a značná část Malé Asie byla v době jeho útoků pustá. Tento stav donutil Arcadiova palácového cubicularia Eutropia vyslat proti Tribigildovu povstání Gainase, který byl v té době ve službách císaře jako magister militum. Toto Gainasovo tažení Trigibild odvrátil a Gainas se neúspěšně vrátil do Konstantinopole. Tribigild byl zřejmě zabit během tažení Ostrogotů proti Konstantinopoli.